# Asianet News
«Asianet News» — бесплатный новостной канал на индийском языке малаялам, управляемый Asianet News Network, дочерней компанией «Jupiter Entertainment Ventures». Канал базируется в г. Тируванантапурам, Керала. «Asianet News» в настоящее время является одним из лидеров рынка телевизионных новостей на языке малаялам.
Развлекательные каналы на языке малаялам «Asianet», «Asianet Plus» и «Asianet Movies» принадлежат «Disney Star», дочерней компании «The Walt Disney Company India». В настоящее время он не имеет связей с каналами «Asianet News Network».

## История
Телевизионный канал «Asianet» и кабельную компанию «Asianet» создал Доктор Раджи Менон.
Изначально Доктор Раджи Менон владел 93% акций. 5 % акций принадлежало г-ну. Рагху Нандану (старшему брату Доктора Менона). Г-н. Саши Кумар был оплачиваемым сотрудником «Asianet» и племянником Д-ра Менона, которому Доктор Раджи Менон подарил сначала 2 % акций, которые позже увеличили до 26 %, а затем — до 45 % по просьбе Саши Кумара. Доктор Раджи Менон выкупил акции, ранее подаренные г-ну. Сашикумару, в 1999 году по согласованной цене и взял на себя полный контроль над «Asianet».
«Asianet Communications» стала первой развлекательной телекомпанией на языке малаялам.

### Начало
Компания «Asianet Communications» долгое время обдумывала идею создания новостного канала (в то время канала на языке малаялам еще не существовало). Именно с этой целью в июне 2001 года был запущен их второй канал «Asianet Global». Канал был нацелен на огромную аудиторию эмигрантов -малаяльцев на Ближнем Востоке и в Европе. Однако, как оказалось, новостных программ на канале было очень мало, и большая их часть позже уступила место киноразвлекательным программам.
Поскольку «Asianet Global» не приносила прибыли, руководство решило заняться развлекательным каналом под названием «Asianet Plus» и закрыть «Asianet Global». Уже в процессе этих действий произошло переосмысление, и концепция новостного канала была возрождена. Первоначально в СМИ сообщалось, что новостной канал будет запущен к декабрю 2002 года. Ожидалось, что по вечерам на канале будут выходить выпуски новостей, после которых будут транслироваться развлекательные программы. Планировались также экстренные выпуски новостей каждый час. 1 мая 2003 года «Asianet Global» была переименована в «Asianet News» Управляющий директор К. Мадхаван сообщил СМИ, что весь канал также был реструктурирован в процессе.

### Эра Раджива Чандрасекара
Чандрасекхар — бизнесмен из Бангалора кералийского происхождения. В конце 2006 года Доктор Раджи Менон частично вышел из «Asianet», передав контроль Чандрасекхару. В то время «Asianet» был лидером среди каналов на языке малаялам и занимал 35 % всего рынка рекламы в Керале.
Чандрасекхар приобрел 51 % акций каналов «Asianet» («Asianet», «Asianet News» и «Asianet Plus») через «Jupiter Entertainment Ventures» (JEV) в октябре 2006 года. Хотя от «Asianet» не было официального сообщения о размере инвестиций, предполагается, что эта цифра колеблется в пределах 120—150 крор индийских рупий. Оставшиеся 49 % акций «Asianet» по-прежнему принадлежали Доктору Раджи Менону и управляющему директору К. Мадхавану, а «Zee Group» владела небольшой долей в 3 %. Мадхаван продолжал оставаться управляющим директором «Asianet», а Чандрасекхар занял пост Председателя компании. Компания «Asianet Communications» вскоре запустила телевизионные каналы на языках каннада и телугу — «Asianet Suvarna» и «Asianet Sitara» соответственно.

### Поглощение STAR India
В июне 2008 года компания «Asianet» была реструктурирована на четыре компании по разным направлениям (развлечения, новости, радио и медиа-инфраструктура). Этот шаг должен был решить вопрос раздельных инвестиций в каждую из компаний. «STAR India» начала переговоры с владельцами каналов «Asianet» в августе 2008 года Пока шли переговоры, марксистское руководство КПИ в Керале, как известно, призвало к «восстанию против проникновения телесети „STAR“ медиа-магната Руперта Мердока в штат [Керала]». Партия назвала этот шаг «культурным вторжением».
«STAR India» в конечном итоге купила 51 % акций «Asianet Communications» и в ноябре 2008 года создала совместное предприятие с JEV Совместное предприятие, названное «STAR Jupiter», включало в себя все основные развлекательные каналы «Asianet Communications» («Asianet», «Asianet Plus», «Asianet Suvarna» и «Asianet Sitara») и «Star Vijay». Сообщается, что «Star India» заплатила 235 миллионов долларов наличными за 51 % акций и приняла на себя чистый долг в размере примерно 20 миллионов долларов. Неясно, какую долю Доктор Раджи Менон имел в новом предприятии «STAR Jupiter». До создания совместного предприятия было известно, что основатель компании (д-р Раджи Менон) владел примерно 26 % акций. После сообщений СМИ о поглощении «STAR», г-н. Мадхаван (заместитель Председателя Правления «Asianet») опубликовал пресс-релиз, в котором говорилось: «Нет никаких оснований полагать, что политика „Asianet News Network“ (ANN) попадет под иностранный контроль [„STAR“]».
В июле 2010 года «STAR India» увеличила свою долю в «Asianet Communications» до 75 % (за это «STAR India» заплатила около 90 миллионов долларов наличными), и позже увеличила свою долю до 87 %, приобретя 12 % акций за 160 миллионов долларов в июне 2013 года. Последний шаг был осуществлен благодаря приобретению 19 % акций «Vijay TV» у Чандрасекара и управляющего директора «Asianet Communications» Мадхавана. После инвестиций, в июне 2013 года компания «Asianet Communications» была оценена в 1,33 миллиарда долларов. «STAR India» приобрела 100 % акций «Asianet Communications» (выкупив оставшиеся 13 % акций) в марте 2014 года

### Обвинения в ограничении редакционной свободы
В октябре 2016 года СМИ обвинили «Jupiter Capital» во вмешательстве в редакционную свободу. Обвинение было вызвано утечкой электронного письма, отправленного главным операционным директором «Jupiter Capital» Амитом Гуптой руководителям редакций «Asianet News», «Suvarna News» и «Kannada Prabha». М. Г. Радхакришнан, главный редактор «Asianet News», сообщил средствам массовой информации, что ему не было известно об электронном письме и что он «никогда не сталкивался с каким-либо давлением со стороны руководства».
Чандрасекхар был одним из самых крупных инвесторов в «ARG Outlier Asianet News», материнской компании англоязычного новостного канала «Republic TV». Чандрасекхар через «Asianet» инвестировал более 30 крор индийских рупий в «ARG Outlier». «SARG Media Holding», принадлежащий Арнабу Госвами, является еще одним крупным инвестором «ARG Outlier Asianet News». В мае 2019 года «Asianet» размыла свою долю в «The Republic Media Network», продав большую часть своих акций Госвами. В настоящее время «Asianet» является миноритарным инвестором «Republic TV».

### Проблемы безопасности и бан
6 марта 2020 года Министерство информации и радиовещания приостановило вещание телеканалов «Asianet News» и «MediaOne TV» на два дня из-за освещения ими беспорядков в Дели в 2020 году. Министерство обвинило оба канала в "предвзятости и критике по отношению к Раштрии Сваямсевак Сангху и полиции Дели ". Ссылаясь на отчет Сунила П. Р., правительство заявило, что освещение было сделано таким образом, «которое подчеркивало нападение на места поклонения и поддержку определенной общины». Запрет на трансляцию «Asianet News» был в конечном итоге отменен в 1:30 ночи (8 марта).

## Редакционная свобода
"Asianet News has had a long history of credible and balanced journalism that is critical of positions across the political spectrum despite being owned by a parliamentarian of the Hindu nationalist party...Nikita Saxena and Atul Dev reported on how the editorial team of Asianet [News] have frequently resisted attempts by [Rajeev] Chandrashekar to interfere with their broadcasts and dictate their coverage and the struggle to maintain the channel's objectivity."The Caravan (2020), 
«Asianet News» и «Suvarna News» в настоящее время находятся в ведении «Asianet News Network» (ANN). ANN действует как дочерняя компания «Jupiter Entertainment Ventures» (JEV), дочерней компании «Jupiter Capital Ventures». По мнению критиков в СМИ, «Asianet News» пользуется хорошей репутацией среди новостных каналов на языке малаялам. Его часто называют «брендом, пользующимся большим доверием» и «ведущим игроком» в медиапространстве малаялам.
По словам известного коментатора Джейкоба Джорджа, новостной канал «Asianet News» придерживается «светской и прогрессивной позиции» с момента своего создания в 2003 году. По его мнению, нынешняя редакция канала «не податлива» и пользуется «огромным авторитетом». По данным журнала «Караван», «Asianet News» «по широкому мнению является самым популярным и заслуживающим доверия новостным каналом в штате Керала».

### Руководство по подбору персонала
В октябре 2016 года компания «Newslaundry», осуществляющая контроль за СМИ, раскрыла электронное письмо Амита Гупты, главного операционного директора «Jupiter Capital», руководителям редакций «Asianet News» и «Suvarna News».  Внутреннее электронное письмо было отправлено в сентябре 2016 года в качестве «рекомендации» для поиска новых редакторов. 
Согласно электронному письму, Компания «Jupiter Capital» хотела, чтобы их новые редакторы «соответствовали редакционной тональности» и были «хорошо знакомы с его (Радживом Чандрасекхаром) мыслями о национализме и управлении». В письме прямо указывалось на то, что новые «редакторы должны соответствовать идеологии Раджива Чандрасекара» (Раджив Чандрасекхар является депутатом от БДП)
Из-за внутренней реакции в компании, Амиту Гупте уже на следующий день пришлось отозвать письмо.